# رمضان كورشولني
رمضان كورشولني (بالتركية: Ramazan Kurşunlu)‏ هو لاعب كرة قدم تركي في مركز حراسة المرمى، ولد في 7 يوليو 1981 في إزمير في تركيا. شارك مع منتخب تركيا تحت 21 سنة لكرة القدم. أما مع النوادي، فقد لعب مع آلتاي إزمير وأضنة دمير سبور وتشايكور ريزه سبور وعثمانلي سبور وكارسياكا ونادي بشكتاش.

## وصلات خارجية
- رمضان كورشولني على موقع اتحاد تركيا (لاعب) (الإنجليزية)
- رمضان كورشولني على موقع اتحاد تركيا (مدرب) (الإنجليزية)
- رمضان كورشولني على موقع قاعدة بيانات كرة القدم.إي يو (الإنجليزية)
- رمضان كورشولني على موقع عالم كرة القدم.نت (الإنجليزية)